# Present (band)
Present is een Belgische progressieve- en experimentele-rockgroep gevormd door en onder leiding van gitarist Roger Trigaux. De groep staat bekend om zijn complexe en donkere zware rock- en kamermuziek.

## Geschiedenis
Roger Trigaux was een invloedrijke muzikant in de Belgische muziekwereld. In 1974 richtten hij en drummer Daniel Denis de groep Univers Zero mee op. Trigaux trad ongeveer vijf jaar op met deze band en toerde met hen door heel Europa. De twee verschenen uitgaven van Univers Zero bevatten het gitaarwerk van Roger en zijn composities 1313 (1977) en Heresie (1979).
Trigaux ging echter op zoek naar een andere muzikale richting en zocht een meer rockachtig, niet-akoestisch geluid, en verliet in 1979 Univers Zero. Hij richtte Present op samen met pianist Alain Rochette en twee leden van Univers Zero, namelijk bassist Christian Genet en drummer Daniel Denis. Present nam twee albums op met deze oorspronkelijke samenstelling in het begin van de jaren 80: Triskaidekaphobie (triskaidekafobie betekent "angst voor het nummer 13") en Le Poison Qui Rend Fou. De muziek bestond uit een complex samensmelting tussen rock en klassieke muziek. De volgende jaren verscheen geen nieuwe albums meer.
Begin jaren 90 vormde Trigaux "Present cod", een gitaarduo met zijn zoon Réginald Trigaux. De band trad regelmatig op in clubs over heel Europa. In 1993 brachten ze een cd uit in eigen beheer bij Lowlands Records.
In 1994 keerde Present terug en de band trad weer op in verschillende club, soms met Daniel Denis. Eind 1995 startte Present een tournee van twee maanden door Europa. Op deze toer werd ook een live-cd opgenomen, waarop het gitaarwerk van vader en zoon Trigaux te horen is. De bas werd bespeeld door Bruno Bernas en drums door Dave Kerman. In juli en augustus nam Present het album Certitudes op.
In mei en juni 1998 toerde Present door de Verenigde Staten met 22 concerten. Tot de bezetting behoorden nu ook de jonge bassist Pierre Mendes en toetsenist Pierre Chevalier. Op het eind van 1998 speelde Present nog diverse shows in Europa. Twee nieuwe leden doken op, de Amerikaanse bassist Keith Macksoud en drummer David Davister.
Een zesde studioalbum, N°6, verscheen in 1999 en in 2001 verscheen High Fidelity. De volgende jaren bleven de band toeren door Europa en de VS en werden nog enkele albums uitgebracht.

## Leden
Veel bandleden speelden slecht gedurende enkele perioden bij de groep, de samenstelling wijzigde dus doorheen de jaren.
- Roger Trigaux: composities, gitaar, keyboards, zang
- Daniel Denis: drums (gedurende periode van eerste albums)
- Alain Rochette: piano
- Christian Genet: bas (eerste album)
- Ferdinand Philippot: bas (tweede album)
- Réginald Trigaux: gitaar, zang
- Dave Kerman: drums
- Pierre Chevalier: piano en keyboards
- Keith Macksoud: bas
- David Davister: percussie
- Guy Segers: bas

## Discografie
- Triskaidekaphobie (1981)
- Le Poison Qui Rend Fou (1985)
- Triskaidekaphobie & Le Poison Qui Rend Fou - Rune (1989)
- Present COD Performance (1994)
- Present "Live" (1996)
- Certitudes (1998)
- N°6 (1999)
- High Infidelity (2001)
- A Great Inhumane Adventure (2005)
- Barbaro , ma non troppo (2009)